# کیریلوفکا (سرزمین آلتای)
کیریلوفکا (به لاتین: Kirillovka) یک منطقهٔ مسکونی در روسیه است که در سرزمین آلتای واقع شده‌است.